# 24-Stunden-Comic
Ein 24-Stunden-Comic ist ein Comic, welcher 24 Seiten umfasst und innerhalb von 24 Stunden erstellt wird.
Als Erfinder des Begriffs gilt Scott McCloud. Er stellte den ersten 24-Stunden-Comic am 31. August 1990 fertig, in einer Art schöpferischem Wettstreit mit Stephen R. Bissette, der seinen ersten 24-Stunden-Comic am 5. September desselben Jahres vollendete.

## Regeln
McCloud bestimmte die Regeln für 24-Stunden-Comics wie folgt:
- Es dürfen lediglich 24 Stunden zwischen Beginn und Beendigung des ganzen Projekts stehen. Dies schließt sowohl das eigentliche Zeichnen als auch das Schreiben der Geschichte mit ein. Benötigte Materialien, wie Leinwand, Papier, Farbe aber auch evtl. Nachschlagewerke dürfen vorher bereitgestellt werden. Eine Essens- oder Schlafpause wird nicht von den 24 Stunden abgezogen.

- Nur eine Person darf am Entstehungsprozess beteiligt sein.

- Der Umfang muss 24 Seiten betragen. Wird der Comic in Form einer Computergrafik erstellt, die nicht der üblichen, gleichförmigen Anordnung einer Druckseite entspricht, so sind 100 Einzelbilder (Panels) zu verwenden.

- Verstreichen die 24 Stunden, ohne dass der Comic vollendet ist, so bieten sich zwei Varianten an, mit dem Werk weiter zu verfahren. Beendet man sofort die Arbeit, ohne das Werk zu vollenden, folgt man der „Gaiman“-Variante, benannt nach Neil Gaimans erstem 24-Stunden-Comic. Wird weitergearbeitet, so richtet man sich nach der „Eastman“-Variante, benannt nach Kevin Eastmans erstem 24-Stunden-Comic.

Von McCloud werden beide Varianten als „ehrenwertes Scheitern“ anerkannt, und auch solche gescheiterten Projekte werden auf seiner Webseite veröffentlicht.
- Um offiziell als Verfasser eines 24-Stunden-Comics anerkannt zu werden, muss man ein Exemplar an McCloud weiterleiten.